# Scopula simplificata
Scopula simplificata är en fjärilsart som beskrevs av Louis Beethoven Prout 1928. Scopula simplificata ingår i släktet Scopula och familjen mätare. Inga underarter finns listade.